# Парк Лос Андес
Парк Лос Андес (исп. Parque Los Andes) — парк, расположенный в районе Чакарита в Буэнос-Айресе, Аргентина. Простирается между Авенида Доррего и Авенида Федерико Лакросе, и между Авенида Гусман и проспектом Авенида Корриентес.

## История
Парк берёт начало от проспекта Авенида Корриентес и Авенида Гусман. Делится на две части: первая, на улице Консепсьон Ареналь, идет от проспекта Авенида Доррего к аэропорту Хорхе Ньюбери, а вторая, имеющая треугольную форму, от аэропорта Хорхе Ньюбери до проспекта Авенида Федерико Лакросе.
Парк был частью земли, принадлежащей к La Chacarita de los Colegiales, которая принадлежала школе иезуитов Сан-Игнасио. В конце девятнадцатого века часть этих земель была выставлена на продажу, а другая часть перешла к государству.

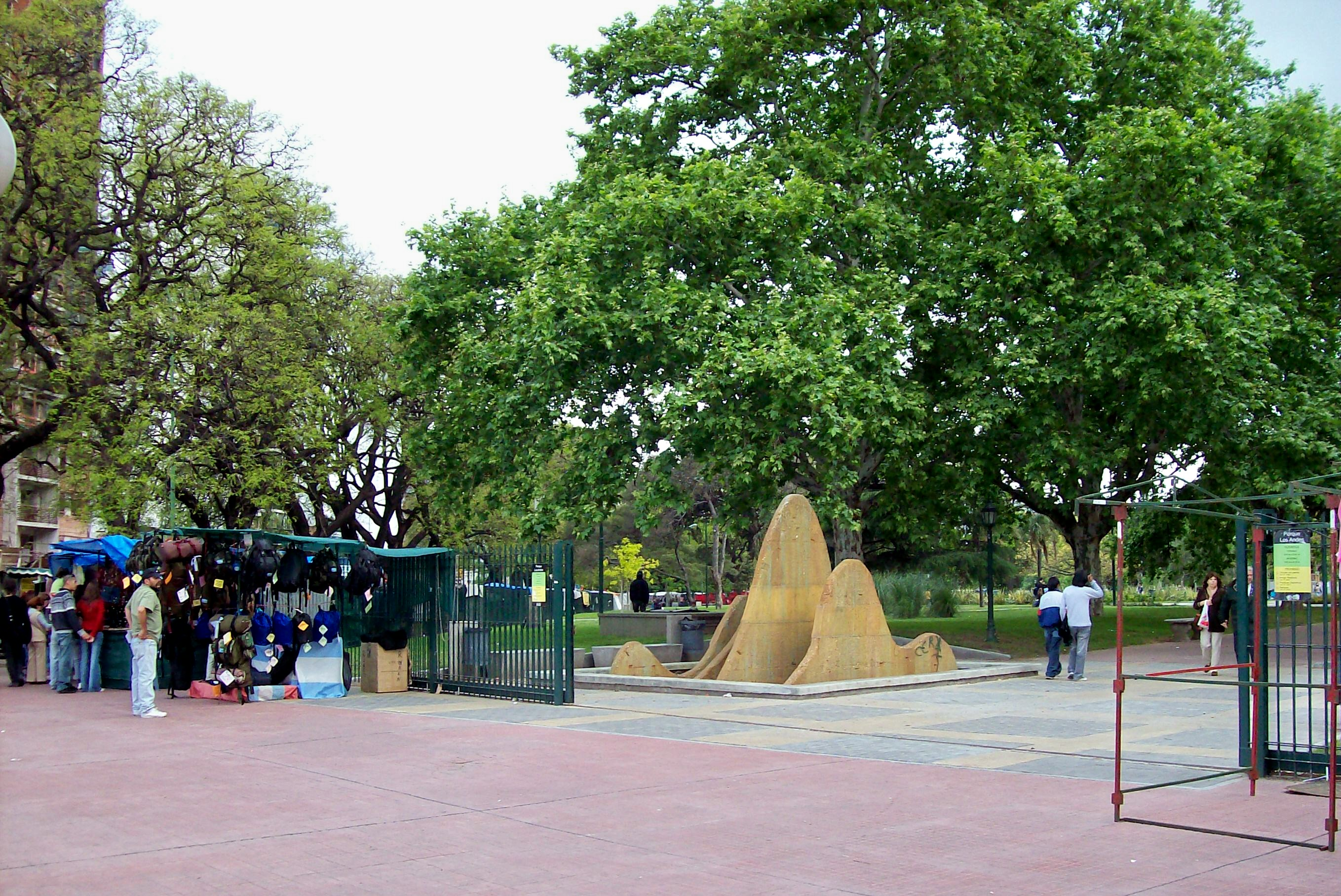
Парк Лос Андес: источник.

Первая часть парка имеет печальное прошлое: здесь хоронили людей, умерших в городе во время эпидемии желтой лихорадки в 1871 году, губернатор Буэнос-Айреса Эмилио Кастро распорядился, создать кладбище на месте нынешнего парка. В 1886 году оно было заполнено до отказа и было закрыто. Через одиннадцать лет человеческие останки были перенесены с кладбища расположенного на территории парка на новое кладбище Ла-Чакарита. С этого времени появились планы создать здесь парк, который первоначально планировалось назвать Ранкагуа, но в 1904 году ему было присвоено нынешнее название.
На второй части парка с 1925 года началось строительство линии метро B Буэнос-Айреса, здесь располагался гараж вмещавший до 110 автомобилей.

## Описание
В парке можно увидеть много деревьев и других растений. Гуляя по парку встречаешь старые деревья, включающие Tipuana tipu, платаны, шелковицу, робинию, шинус, клён, эвкалипт, тополь, черные акации и многие другие. В выходные дни здесь появляются ремесленники.
Также недалеко от проспекта Авенида Корриентес, расположен Монумент Лос Андес созданный из бронзы в 1941 году скульптором Луисом Перлотти. Посвящён народам calchaquí, Теуэльче и другим, живущим с севера на юг обитаемой зоны Анд.
В 2005 году правительство города начало работы расширения и восстановления парка, а также размещение по периметру ограждений, которые были завершены в декабре 2006. В парке находится фонтан, изображающий силуэт гор Анд.
Законодательное собрание автономного города Буэнос-Айреса утвердило указ No. 392/07: согласно которому Парк Лос Андес, получил сайт под названием "Sitio de Interés de los Pueblos Originarios."